# 888
888是887与889之间的自然数。该数字同时拥有数学意义和象征意义。

## 数字
888是一个纯位数（由相同位元重复而组成的自然数）。{\displaystyle 888^{3}=700227072}是所有的每一个数字各出现3次的数中最小的立方数，同时也是唯一一个3个不同的数恰好分别出现3次的立方数。另外，888是所有能被24整除而且数字和是24的数中最小的数，同时也是其中一个同时能被其数字和以及其各个位上的数字整除的一个数。
888也是一个实际数（practical numbers），意味着其本身可以用他的所有不同的因子（包括它本身）的和来表示。

### 信息
- 合數，正因數有1、2、3、4、6、8、12、24、37、74、111、148、222、296、444和888。
質因數分解為{\displaystyle 2^{3}\times 3\times 37}。
- 過剩數，真因數和為1392，盈度為504。
  - 半完全數，和為本身的其中一組因數為1、 2、 4、 6、 24、 74、 111、 148、 222、 296。
- 不尋常數，大於平方根的質因數為37。
- 十进制的哈沙德數。
- 十进制的奢侈數。

## 象征意义
在中国，888是一个吉利的象征。数字8在标准汉语中音同“发”，三个8组合在一起代表着富贵与吉祥。正因如此，在中国，数字“8”连续出现三次或以上的电话号码会被视为幸运号码，同时受到许多人的欢迎。
在基督数秘术中，888代指耶稣，有时又特别代指“救世主基督”（Christ the Redeemer）。这种表示方法一说来源于将耶稣的名字的原文所对应的数字相加而得出，另一说称这个数字与兽名数目666的意义正好相反。